# Năvodari (okręg Teleorman)
Năvodari – wieś w Rumunii, w okręgu Teleorman, w gminie Seaca. W 2011 roku liczyła 878 mieszkańców.